# Ерег (језеро)
Ерег (мађ. Öreg-tó) је језеро у Мађарској и налази се у жупанији Комаром-Естергом, поред града Тата.

## Географија језера
Језаро лежи практичну у граду Тата (Tata), пошто је град окружен са језером са три стране.

## Историја језера
Терен око језера је мочваран, са пуно трске, препун извора и околна брдашца су допринела формирању језера. Данас, највећа притока језера је Алталска жила Által-ér (извор и поток), до 60их година прошлог века било је још извора који су снабдевали језеро са водом али су из разноразних разлога пресахли.
Још за време Римске владавине у овим крајевима, подигнута је брана, чији се остаци и данас могу видети. Данашњи облик језеро је добило 1740-их, када је матемаричаер, картограф и инжењер Самуел Миковини, направио план регулисања обала језера. Са финансијском подршком племићке породице Естерхази, негде око 1700. године, направљен је и рибњак који и дан данас постоји и важи за најстарији постојећи рибњак у Мађарској.
Велико чишћење језера је задњи пут направљено 2006. године.
„У претходних педесетак година веома велика количина органских материја, вештачког ђубрива је бачено у језеро као отпад и помоћу отпадних вода и кишнице, тако да је ово био задњи моменат ка очување живота у језеру.”

## Поплаве
- 1939. 23. маја је била поплава која је била узрокована невременом и дотоком велике количине воде са извора Алтал.
- 1953. 9. јуна код општини Дад Dad пало је 260 mm кише, и у језерски басен је пало 32,7 милиона m³ воденог талога, од тога у само језеро 13,2 милиона m³. Невреме је трајало четири дана и ниво воде је нарастао по подацима метеоролошке службе ; 1953. 9. јуна на 410 cm а 37 сати касније, 1953. 11. јуна у 3 сата на 566 cm.
- 1963. је такође била велика поплава

## Фунције језера
- Језеро се у јесен скоро празни а у пролеће опет напуни.
- Водостај језера се контролише помоћу гатова, (жилипа), zsilip. На језеру их има укупно пет, а најпознатији је Вечереји жилип. Ово је под надзором државе.
- Поплаве из 1939, 1953. и 1963. године су указале на потребу усавршавања постојеће инфраструктуре језера и зато се у периоду 1968–1969. године кренуло на реконструкција постојећих гатова, геде је посао завршен тек 1986. године.

## Животињски свет
У околним пределима и у самом језеру живи око 20.000 птица. Најраспрострањенија врста су гуске.
Од врсте (Anser fabalis) која настањује Европу 12% се налази на ово језеру. Врста Велики Лилик(Anser albifrons) је такође присутна и презимљава на језеру. Оастале врсте које се могу наћи су летња гуска (Anser anser), краткокљуна гуска (Anser brachyrhynchus), гуска монахиња (Branta leucopsis) и Казарка (Branta bernicla) или црна гуска. На обали језера је 1999. године саграђена једанаесто метарска осматрачница која помаже у напорима за очување и заштиту језерског животињског света. 

## Историјске знаменитости
- Татјска тврђава *Tatai vár)
- Палата Естехази (Esterházy-kastély)
- Статуа светог Јована крститеља, на лабудовом одмаралишту, која је добила златну медаљу на венецијском биеналу, рад Марије Ковач. постављена на данашње место 1989. године.
- Кланица на води покривена тршчаним кровом, направљена 1780. године, није више у оригиналној употреби већ служи као док за чамце и јахте.
- Вила Фести Feszty-villa саграђена 1885. године, у алпском стилу која је служила као викендица између осталих Јокаи Мору, Миклошу Естерхазију, Гези Гардоњију.
- Кућа Хамарија Hamary-ház. Ту се родио Данијел Хамари Hamary Dániel 1826. године, који је био учесник и један од организатора револуције из 1848. године.
- Кућа Аксмана Axmann-ház. Саграђена 1833.- године од стране Михаља Аксмана Axmann Mihály у класичном стилу.